# Клеострат (місячний кратер)
Кра́тер Клеостра́т (лат. Cleostratus) — великий стародавній метеоритний кратер у північно-західній частині видимого боку Місяця. Назву кратеру присвоєно на честь давньогрецького астронома Клеострата Тенедоського (550—430 до н. е.) й затверджено Міжнародним астрономічним союзом у 1935 році. Утворення кратера відбулося у нектарському періоді.

## Опис кратера

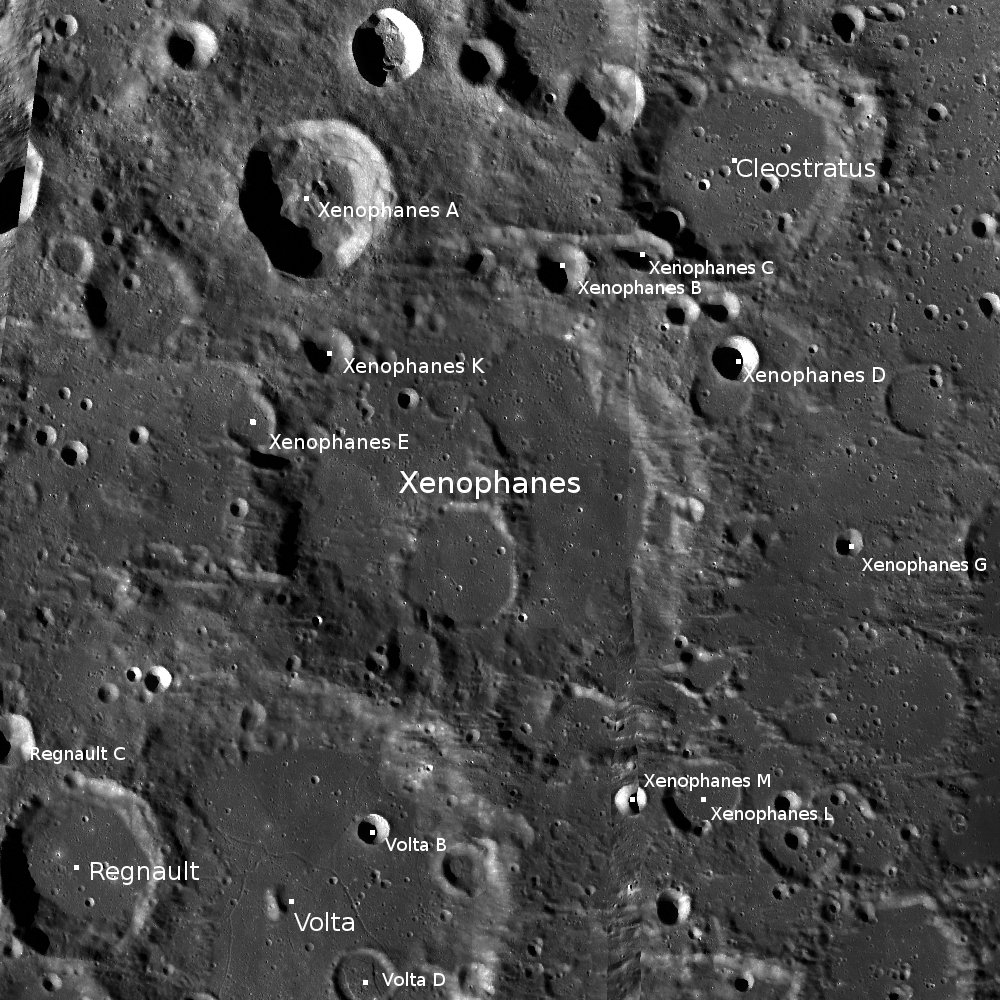
Околиці кратера Клеострат. Світлина зонда Lunar Reconnaissance Orbiter.

Найближчими сусідами кратера є кратер Буль на північному заході; кратер Піфагор на північному сході; кратер Енопід на сході північному сході і кратер Ксенофан на півдні південному заході. На північному сході від кратера Клеострат знаходиться Океан Бур. Селенографічні координати центра кратера 60°19′ пн. ш. 77°24′ зх. д. / 60.32° пн. ш. 77.4° зх. д., діаметр 63,2 км, глибина 2,2 км.
Кратер Клеострат має полігональну форму й зазнав значних руйнувань за час свого існування, перетворившись у пониззя на місцевості оточене підвищенням. Вал кратера згладжений, південно-західна частина валу перекрита парою невеликих кратерів, у південній частині валу розташований лінійний хребет, північно-західна частина валу частково перекрита сателітним кратером Клеострат E. Висота валу над навколишньою місцевістю сягає 1220 м, об'єм кратера становить приблизно 3 300 км3. Дно чаші плоске, поцятковане безліччю невеликих і дрібних кратерів та не має примітних структур.

## Сателітні кратери
| Клеострат | Координати                                                | Діаметр, км |
| --------- | --------------------------------------------------------- | ----------- |
| A         | 62°40′ пн. ш. 77°39′ зх. д. / 62.67° пн. ш. 77.65° зх. д. | 35,6        |
| E         | 60°56′ пн. ш. 79°44′ зх. д. / 60.93° пн. ш. 79.73° зх. д. | 21,0        |
| F         | 61°32′ пн. ш. 80°35′ зх. д. / 61.53° пн. ш. 80.58° зх. д. | 49,2        |
| H         | 61°17′ пн. ш. 81°58′ зх. д. / 61.28° пн. ш. 81.97° зх. д. | 12,7        |
| J         | 61°23′ пн. ш. 83°40′ зх. д. / 61.39° пн. ш. 83.66° зх. д. | 20,2        |
| K         | 61°59′ пн. ш. 81°05′ зх. д. / 61.98° пн. ш. 81.08° зх. д. | 16,9        |
| L         | 62°17′ пн. ш. 79°18′ зх. д. / 62.28° пн. ш. 79.3° зх. д.  | 9,9         |
| M         | 61°30′ пн. ш. 75°12′ зх. д. / 61.5° пн. ш. 75.2° зх. д.   | 9,1         |
| N         | 60°37′ пн. ш. 73°46′ зх. д. / 60.62° пн. ш. 73.77° зх. д. | 5,3         |
| P         | 59°35′ пн. ш. 73°12′ зх. д. / 59.58° пн. ш. 73.2° зх. д.  | 7,1         |
| R         | 58°53′ пн. ш. 73°17′ зх. д. / 58.89° пн. ш. 73.28° зх. д. | 6,4         |

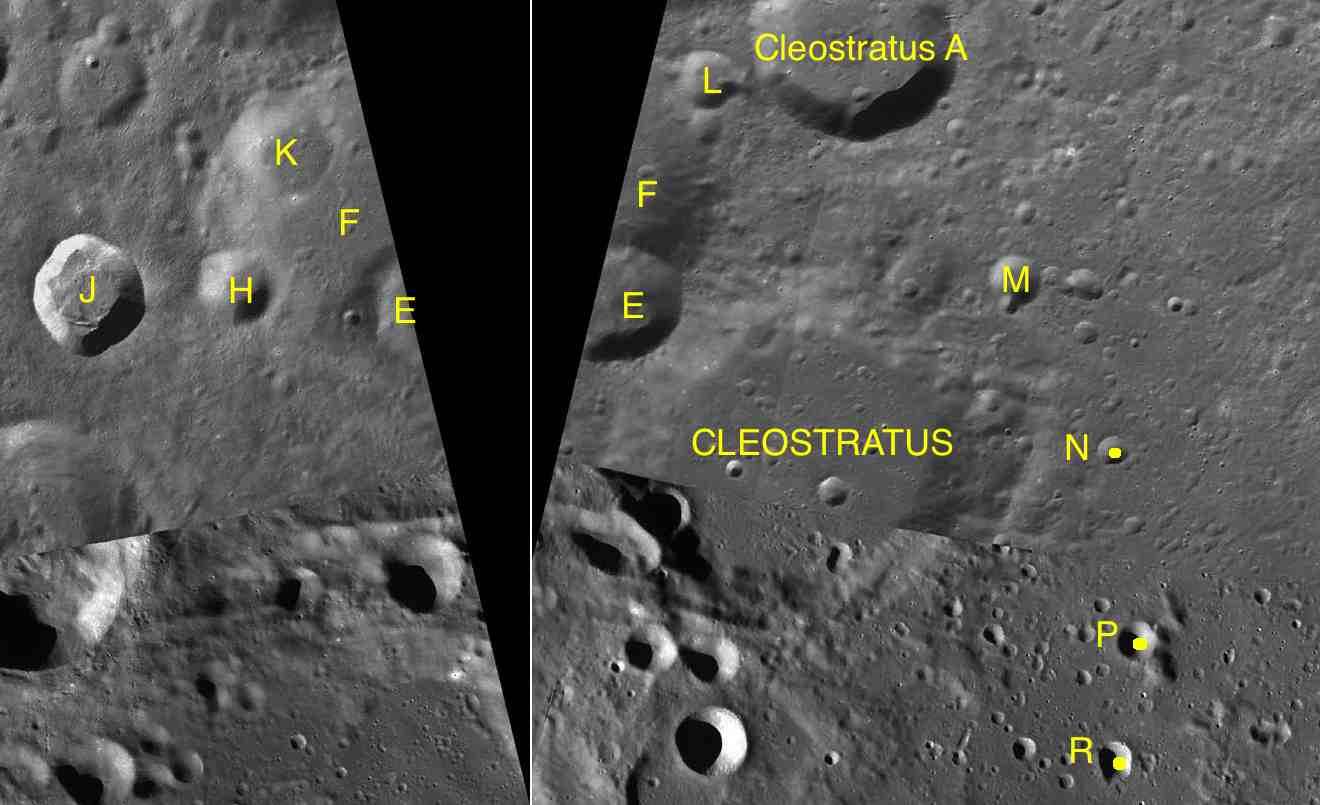
Фрагменти мап LAC-10, LAC-21.

- Утворення сателітного кратера Клеострат F відбулося у нектарському періоді[1].